# Why Not (Hilary Duff)
Why Not è il primo singolo di Hilary Duff ed è anche la colonna sonora del film Lizzie McGuire: Da liceale a popstar. Pubblicato il 23 giugno 2003, il singolo contiene il remix di Why Not, il remix di I Can't Wait (prima canzone della Duff) e il video.
Nell'album Metamorphosis, uscito il mese successivo, compare una versione diversa della canzone, con il testo delle prime due strofe cambiato. Nel Regno Unito il singolo uscì in un cofanetto che conteneva anche il terzo singolo dell'album, Come Clean. Dall'album Metamorphosis è stato estratto come primo singolo.

## Il video
Il video fu presentato su Disney Channel nel giugno 2003 e fu visto da oltre 3,2 milioni di persone. Comparve subito su MTV e su Total Request Live, diventando l'unico video Disney ad esser trasmesso dallo show musicale.
Il video contiene alcune scene del film Lizzie McGuire: Da liceale a popstar e ha venduto 800 000 copie in tutto il mondo, classificandosi disco di platino in Regno Unito e disco d'oro negli USA. In Canada raggiunse l'enorme cifra di 80 dischi di platino, mantenendosi alla prima posizione delle classifiche canadesi per più di due mesi.

## Classifiche
| Chart (2003)  | Posizione massima |
| ------------- | ----------------- |
| Australia     | 14                |
| Nuova Zelanda | 15                |
| Paesi Bassi   | 20                |
| Regno Unito   | 18                |

## Tracce

### Why Not (Stati Uniti)
1. Why Not
2. Why Not (Mix)
3. I Can't Wait (Mix)
4. Why Not (Video Musicale)

### Why Not / Come Clean (Regno Unito)

#### CD 1
1. Come Clean
2. Why Not

#### CD 2
1. Come Clean
2. Come Clean (Joe Mermudez & Josh Harris Mix)
3. Come Clean (Edizione Radio)
4. Come Clean (Video)
5. Galleria fotografica